# Bartolo Villaroja
Il cavaliere Bartolomeo Bruno Benedetto Villaroja, meglio noto come Bartolo (Crotone, 17 novembre 1751 – Crotone, 3 aprile 1799), è stato un nobile, politico e patriota italiano che fu protagonista insieme a Francesco Antonio Lucifero, Giuseppe Suriano e Giuseppe Ducarne dei moti giacobini crotonesi avvenuti durante la rivoluzione napoletana del 1799.

## Biografia
Nacque a Crotone il 17 novembre 1751 da Leonardo Villaroja, proprietario terriero, e Anna Lipari. Primogenito di sei fratelli e discendente di un'antica casata di origine spagnola, ereditò ben presto dal padre insieme ai suoi fratelli un comprensorio costituito da una serie di palazzi condominiali. Decise però a sua volta di voler donare l'intero comprensorio ad un suo parente, Giuseppe Maria Villaroja, religioso appartenente all'Ordine dei frati minori conventuali. In seguito si sposò con Teresa Le Rose dal quale ebbe un figlio di nome Libertino, che venne battezzato dal vescovo di Crotone Rocco Coiro.
Ebbe anche una breve esperienza politica come consigliere comunale, venendo eletto il 6 febbraio 1799 e divenendo poi anche Presidente di Giunta.
Nel marzo 1799 partecipò insieme alle truppe ribelli crotonesi della Rivoluzione nella difesa della città da parte dell'esercito sanfedista del cardinale Fabrizio Ruffo, ma fu poi catturato e imprigionato.
In seguito alla sentenza del 31 marzo per reato di lesa maestà, venne giustiziato nella fortezza di Crotone il 3 aprile 1799.

## Riconoscimenti
- Una Piazza  del centro storico di Crotone è intitolata a lui.